# Domèvre-sur-Durbion
 Domèvre-sur-Durbion  es una población y comuna francesa, en la región de Lorena, departamento de Vosgos, en el distrito de Épinal y cantón de Châtel-sur-Moselle.

## Demografía
| 311 | 281 | 254 | 255 | 280 | 300 |
| Para los censos de 1962 a 1999 la población legal corresponde a la población sin duplicidades (Fuente: INSEE [Consultar]) |     |     |     |     |     |